# Delmiro Gouveia
Delmiro Gouveia is een gemeente in de Braziliaanse deelstaat Alagoas. De gemeente telt 47.991 inwoners (schatting 2008).